# 13319 Michaelmi
13319 Michaelmi è un asteroide della fascia principale. Scoperto nel 1998, presenta un'orbita caratterizzata da un semiasse maggiore pari a 2,2138499 UA e da un'eccentricità di 0,1326126, inclinata di 6,18117° rispetto all'eclittica.